# Vallée Cache
La vallée Cache (en anglais Cache Valley, en shoshone Seuhubeogoi) est une vallée du Nord de l'Utah et du Sud-Est de l'Idaho, aux États-Unis.
La vallée était au XIXe siècle utilisée par les montagnards et fut le site du massacre de Bear River en 1863. 

## Histoire
La vallée Cache est fréquentée et habitée par les Shoshones et d'autres peuples autochtones. L'explorateur européen Michel Bourdon la découvre vers 1818 lors d'une expédition de commerce de fourrure organisée par Donald Mackenzie. La vallée est ensuite utilisée pour le deuxième rassemblement annuel des mountain men. Bon nombre des trappeurs qui travaillent dans la vallée proviennent de la Compagnie de la Baie d'Hudson, de la North West Company et de la Compagnie de fourrures des Montagnes Rocheuses.
Le nom « Cache Valley » vient des trappeurs de fourrures qui cachaient leurs marchandises commerciales dans des caches de la région. L'utilisation de caches était une méthode utilisée par les commerçants de fourrures pour protéger leurs marchandises contre le vol et les dommages,.
Le mormon William Gardner est le premier colon permanent anglo-américain en 1852. Avant que les mormons ne choisissent la vallée de Salt Lake, Jim Bridger avait recommandé la vallée Cache en raison de sa relative abondance d'eau douce. Un groupe de colons mormons dirigé par Peter Maughan (en) y arrive par le canyon Box Elder en juillet 1856 et d'autres colons le 15 septembre.
Les premiers colons anglo-américains de la vallée Cache ont pu se défendre de la menace des Amérindiens en créant la milice de Cache Valley. Des hommes des différentes villes de la vallée Cache, surnommés « hommes minuscules », se sont portés volontaires pour faire des exercices, servir de gardiens et venir en aide aux autres communautés à la nouvelle d'attaques et d'escarmouches.
Le 29 janvier 1863, une expédition de l'armée américaine basée Fort Douglas, à la demande des colons de la vallée Cache, attaque tôt le matin un village shoshone au confluent de la Bear River et du ruisseau Beaver (aujourd'hui Battle Creek) dans ce qui est depuis connu sous le nom de massacre de Bear River,. Officiellement, le nombre de Shoshones morts varie, mais les estimations s'élèvent à environ 400 à 500 morts, dont des centaines de femmes et d'enfants. Il s’agit encore aujourd’hui du plus grand massacre d'un peuple amérindien perpétré par le gouvernement des États-Unis.